# Lago Schlier
El lago Schlier (del alemán: Schliersee) es un lago en la Alta Baviera, Alemania, ubicado al suroeste de Múnich. Se encuentra a una altitud de 776 m s. n. m. y tiene una profundidad máxima de 40.5 metros. Como otros lagos bávaros, el lago Schlier se desarrolló como consecuencia del deshielo de los glaciares de la Edad de Hielo. 
El lago Ammer está alimentado por varios afluentes menores. Su efluente Schlierach es uno des los afluentes majores del río Mangfall.